# Rhinolophus trifoliatus
Rhinolophus trifoliatus är en fladdermusart som beskrevs av Coenraad Jacob Temminck 1834. Rhinolophus trifoliatus ingår i släktet Rhinolophus och familjen hästskonäsor. IUCN kategoriserar arten globalt som livskraftig.

## Beskrivning
Som alla hästskonäsor har arten flera hudflikar kring näsan, delvis med ett hästskoliknande utseende. Hos denna art är hudflikarna gula. Dessa brukas för att rikta de överljudstoner som används för ekolokalisation. Till skillnad från andra fladdermöss som använder sig av överljudsnavigering produceras nämligen tonerna hos hästskonäsorna genom näsan, och inte via munnen. Även de stora öronen är ofta gula. Kroppen är i övrigt täckt med gråspräckligt gråbrun päls, och vingarna är rödbruna. Arten är liten; kroppslängden är mellan 5 och 6,4 cm, ej inräknat den 3 till 4,4 cm långa svansen, underarmslängden (som styr vingbredden) är 4 till 5,7 cm, och vikten varierar mellan 8 och 20 g.

## Underarter
Catalogue of Life samt Wilson & Reeder (2005) skiljer mellan fyra underarter:
- Rhinolophus trifoliatus trifoliatus Temminck, 1834
- Rhinolophus trifoliatus edax K. Andersen, 1918
- Rhinolophus trifoliatus niasensis K. Andersen, 1906
- Rhinolophus trifoliatus solitarius K. Andersen, 1905

## Utbredning
Arten förekommer på Malackahalvön, över Thailand till södra Myanmar samt på Sumatra och Borneo. Flera mindre populationer hittas på andra öar i regionen. Den är dessutom påträffad i sydvästra Kina, i provinsen Guizhou.

## Ekologi
Fladdermusen vistas framför allt i låglandet, mera sällan i bergstrakter, upp till 1 800 meter över havet. Habitatet utgörs främst av fuktiga skogar, både urskog, kulturskog och mangroveskogar. Individerna söker ensamma daglega hängande från grenar och lianer på låg höjd (mindre än 3 m), eller under palmblad eller andra stora blad i skogens undervegetation. Arten har vanligen flera sovplatser inom sitt revir, som den regelbundet skiftar mellan.
Rhinolophus trifoliatus är en långsam men skicklig flygare. Den söker främst sina byten, flygande insekter, genom att hänga från någon lämplig gren. När den upptäcker något byte med hjälp av ekolokalisation, sveper den ner och tar det.
Arten parar sig året runt, men de flesta födslarna äger rum i början av året. Honan får en unge, som hon diar i flera månader innan ungen klarar av att flyga och själv fånga insekter.